# Пушкиногорски рејон
Пушкиногорски рејон (рус. Пушкиногорский район) административно-територијална је јединица другог нивоа и општински рејон смештен у централном делу Псковске области, односно на крајњем западу европског дела Руске Федерације.
Административни центар рејона је варошица Пушкинскије Гори. Према проценама националне статистичке службе Русије за 2016, на територији рејона је живело 8.232 становника, или у просеку око 7,8 ст/км².

## Географија
Пушкиногорски рејон смештен је у централном делу Псковске области. Обухвата територију површине 1.059,2 км², што је 2,1% удела у укупној површини области, и по том параметру најмањи је међу 24 рејона у области. Граничи се са Островским рејоном на северу, на западу је Красногородски, југу Опочки и на истоку Новоржевски рејон.
Пушкиногорски рејон налази на подручју Псковске низије и кроз централни део рејона, у смеру југ-север протиче река Великаја која његову територију дели на два, готово једнака дела. Цела рејонска територија припада сливу Великаје, а њене најважније притоке на овом подручју су Иса са леве, те Сорот, Кудка и Шест са десне стране. На подручју рејона налазе се бројна мања језера, а највећа међу њима су Веље (које дели са суседним Красногородским рејоном), Белогули, Кучане и Каменец.
Подручја западно од Великаје су доста нижа и равнија, за разлику од супротне обале која је нешто виша и благо заталасана. Знатније замочварене површине се налазе на западу рејона, на подручју где се такође налазе и бројне тресаве.

## Историја
Територија савременог Пушкиногорског рејона била је насељена још у X веку, и њоме су управљали псковски кнежеви све до XVI века када је цело то подручје ушло у састав Московске кнежевине. Године 1349. на ушћу Сорота у Великају је подигнуто утврђење Воронич, једна од најважнијих тврђава јужно од града Пскова. Тврђава је потпуно уништена у време Ливонских ратова 1581. године.
Савремени Пушкиногорски рејон успостављен је током 1927. године као административна јединица тадашње Лењинградске области, а у границама садашње Псковске области је од њеног снивања 1944. године. Рејон је првобитно носио име Пушкинов, у част чувеног руског писца Александра Пушкина који је ту сахрањен, а садашње име носи од 1937. године.
Рејон је привремено био распуштен од 1. фебруара 1963. до 30. децембра 1966. када је поново успостављен.

## Демографија и административна подела
Према подацима са пописа становништва из 2010. на територији рејона је живело укупно 9.253 становника, док је према процени из 2016. ту живело 8.232 становника, или у просеку 7,8 ст/км². По броју становника Пушкиногорски рејон се налази на 21. месту. У административном центру рејона варошици Пушкинскије Гори живи око 60% од укупне рејонске популације.
| 1959.  | 1970.  | 1979.  | 1989.  | 2002.  | 2010. | 2016.  |
| ------ | ------ | ------ | ------ | ------ | ----- | ------ |
| 20.658 | 14.896 | 13.197 | 13.398 | 11.694 | 9.253 | 8.232* |

Напомена:* Према процени националне статистичке службе. 
Према подацима са пописа из 2010. на подручју рејона регистровано је укупно 325 села (од којих је њих 46 било без становника, а у 123 села живело је мање од 5 становника). Рејон је административно подељен на две општине, једну градску са седиштем у Пушкинском Горком, и једну сеоску са седиштем у селу Веље.

## Саобраћај
Преко територије рејона пролази међународни аутопут који спаја Санкт Петербург са Кијевом.

## Знаменитости рејона
На подручју рејона налазе се Михајловски музеј Александра Сергејевича Пушкина, музеј на отвореном укупне површине око 9.800 хектара. Музеј представља меморијални комплекс посвећен великом руском песнику Александру Сергејевичу Пушкину који је ту једно време боравио. У оквиру музеја налази се и Светогорски манастир Успења Мајке Божије, основан 1569. године у којем се налази и Пушкинов гроб.